# Consiglio Affari generali
Il Consiglio Affari generali è una delle formazioni in cui si riunisce il Consiglio dell'Unione europea. Nella formazione Affari generali il Consiglio è composto dai ministri degli esteri degli stati membri, ed eventualmente anche dai ministri degli affari europei.
Assieme con il Consiglio Affari esteri, il Consiglio Affari generali è l'unica formazione del Consiglio dell'Unione europea prevista esplicitamente dai trattati sull'Unione europea. In passato le due formazioni erano fuse nel "Consiglio Affari generali e relazioni esterne", ma con l'entrata in vigore del Trattato di Lisbona nel 2009 sono state separate.
Il Consiglio Affari generali si occupa della preparazione del bilancio dell'Unione europea, degli allargamenti della UE e delle questioni di carattere istituzionale o amministrativo. Esso si occupa inoltre di tutte le questioni che toccano più di un ambito di attività dell'Unione europea e assicura un coordinamento tra le politiche gestite dalle altre formazioni del Consiglio dell'Unione europea. Il Consiglio Affari generali ha anche un ruolo importante nella preparazione dei vertici del Consiglio europeo e nella gestione delle decisioni prese dal Consiglio europeo.
Il Consiglio Affari generali è presieduto dal ministro degli esteri dello stato membro che detiene la presidenza di turno del Consiglio dell'Unione europea.
Si riunisce una volta al mese a Bruxelles. I suoi lavori sono preparati dal COREPER II.